# شاه شجاع
شاه شجاع (733 - 786 هـ) هو ثاني ملوك آل المظفر حكام يزد وكرمان والعراق وفارس، وهو إلى جانب ذلك أديب وحافظ للقرآن.
هو أبو الفوارس جلال الدين شاه شجاع ابن مبارز الدين محمد بن مظفر بن منصور بن پهلوان حاجي الكرماني الخوافي الخراساني. تولى الحكم بعد وفاة أبيه.
له ديوان شعر، وكان ينظم الشعر باللغتين العربية والفارسية، كما أنه عاصر الشاعر حافظ الشيرازي ومدحه في شعره.
وكان شاه بن شجاع الكرماني لا تخطئ له فراسة، وكان يقول :
من غضّ بصره عن المحارم، وأمسك نفسه عن الشهوات، وعمر باطنه بدوام المراقبة، وظاهره بإتباع السنة، وعوّد نفسه أكل الحلال ؛ لم تخطئ له فراسة .
قال شيخ الإسلام ابن تيمية رحمه الله مُعقّباً على قول الكرماني :
والله تعالى يجزي العبد على عمله بما هو من جنس عمله، فَغَضّ بصره عما حرم يعوضه الله عليه من جنسه بما هو خير منه، فيُطلق نور بصيرته ويفتح عليه .